# Baklan (Denizli)

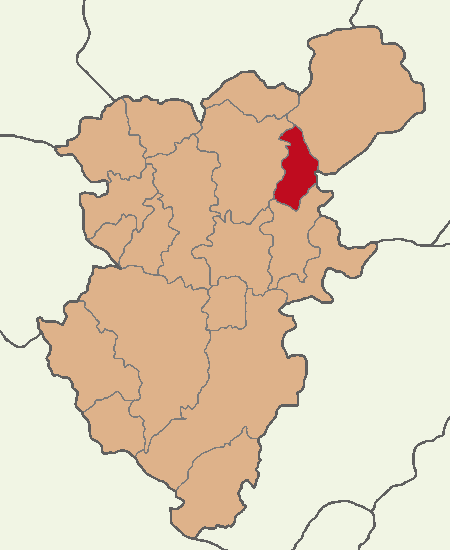
Lage von Baklan innerhalb von Denizli

Baklan ist eine Stadt im gleichnamigen Landkreis der türkischen Provinz Denizli und gleichzeitig ein Stadtbezirk der 2012 geschaffenen Büyükşehir belediyesi Denizli (Großstadtgemeinde/Metropolprovinz). Baklan liegt etwa 62 km nordöstlich des Zentrums von Denizli. Baklan wurde erst 1990 selbständig.
Der Landkreis war Ende 2020 mit 5503 Einwohnern der bevölkerungsärmste Ilçe der Provinz und hatte mit 19,4 Einwohnern je Quadratkilometer die zweitgeringste Bevölkerungsdichte (Provinzdurchschnitt: 85,8 Einwohner je km²).